# مقاله‌های فدرالیست

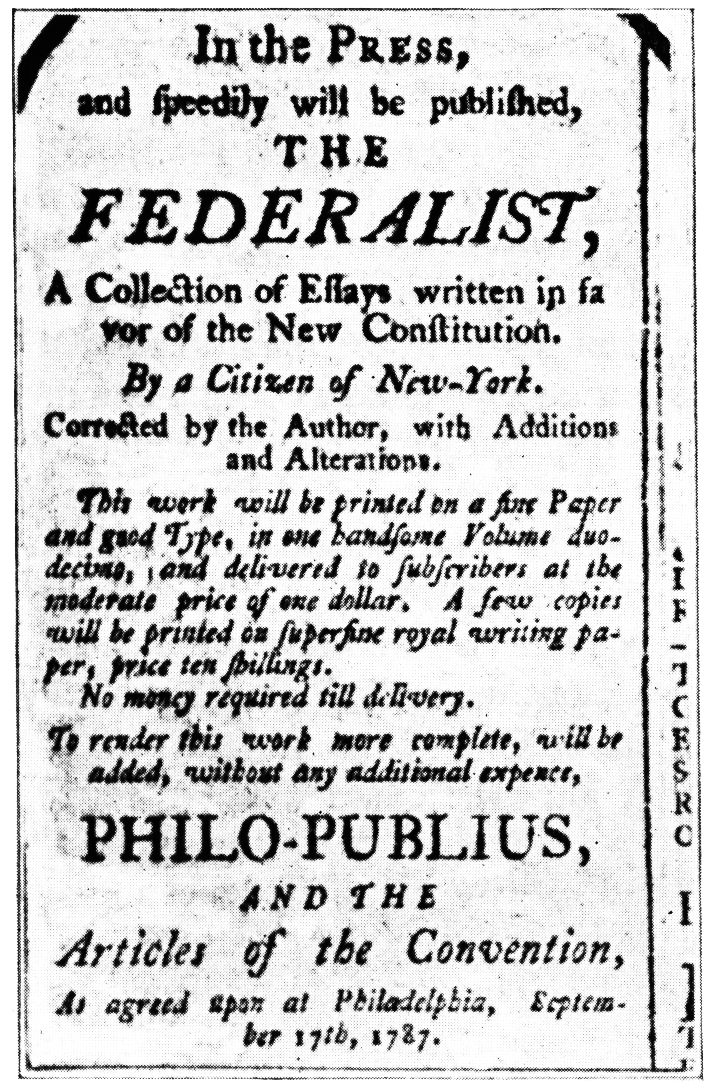
یک آگهی برای خواندن مقالات فدرالیست

فدرالیست مجموعه‌ای از ۸۵ مقاله است که در سال‌های ۱۷۸۷ و ۱۷۸۸ میلادی در دو نشریهٔ (The Independent Journal) و (New York Packet) شهر نیویورک برای تشویق مردم این ایالت به امضای قانون اساسی پیشنهادی برای ایالات متحده در کنوانسیون ۱۷۸۷ نوشته شدند.
این مقالات پیش از اتمام انتشار آن‌ها در اوت ۱۷۸۸ در دو مجلد به چاپ رسیدند. نویسندگان این مقالات که با نام مستعار پوبلیوس آن‌ها را به چاپ می‌رساندند، الکساندر همیلتون، جیمز مدیسون و جان جی سه سیاست‌مدار نامدار نیویورک بودند که علی‌رغم اختلافات نظری فراوان، در مورد تشکیل یک جمهوری قدرتمند با یکدگر هم‌نظر بودند. فدرالیست هم‌اکنون به عنوان یکی از آثار کلاسیک فلسفه سیاسی شمرده می‌شود.

## نویسندگان
پوبلیوس، نام مستعار نویسندگان این مقالات، ملهم از نام پوبلیوس والریوس پوبلیکولا بود، کنسولی که او را ناجی جمهوری روم خوانده‌اند.
الکساندر همیلتون به عنوان بخشی از استراتژی خویش برای به تصویب رسیدن قانون اساسی و تأثیرگذاری بر مردم برای انتخاب نمایندگان خود در کنوانسیون قانون اساسی طرح نوشتن این مقالات را ریخت. او نخستین مقاله را در ۲۷ اکتبر ۱۷۸۷ نوشت و با جلب حمایت جان جی و جیمز مدیسون نوشتن را به‌طور گروهی پی‌گرفتند. در مورد هویت نویسنده تک تک مقالات از دیرباز اختلاف بوده‌است، اما نظر مشهور این است که ۵ مقاله (۲ تا ۵ و ۶۴) توسط جان جی، ۵۱ مقاله توسط همیلتون و ۲۹ مقاله از مدیسون بوده‌است.